# Carlo Melchior
Carlo Melchior (Udine, ... – ...; fl. XX secolo) è stato un calciatore italiano, di ruolo centrocampista.

## Carriera
Con l'Udinese disputa 19 gare nel campionato di Prima Divisione 1922-1923.
Con i friulani conta anche 9 presenze in Serie B nella stagione 1931-1932, mentre nella precedente era stato in forza alla SPAL.

## Palmarès

### Club

#### Competizioni nazionali
- Prima Divisione: 1

SPAL: 1930-1931